# マリー・ヴィクトワール・ド・ノアイユ
マリー・ヴィクトワール・ソフィー・ド・ノアイユ（Marie Victoire Sophie de Noailles, 1688年5月6日 - 1766年9月30日）は、ブルボン朝統治期のフランス王族。ルイ14世の義理の娘にあたる。トゥールーズ伯爵夫人（comtesse de Toulouse）の称号で知られる。

## 略歴
フランス元帥を務めたアンヌ・ジュール・ド・ノアイユ公爵とその妻のマリー・フランソワーズ・ド・ブルノンヴィル（アレクサンドル・ド・ブルノンヴィル公爵の姪）の間の娘として生まれた。当時の上級貴族家庭の子女として、礼儀作法や社交術を身に付ける一方、歌唱、ダンス、話術、地理、歴史、数学、外国語、絵画制作などを多岐にわたる教育を受けた。
1707年2月25日にパッシー（現在のパリ16区北東側一帯）において、ゴンドラン侯爵ルイ・ド・パルダヤン・ド・ゴンドラン（1688年 - 1712年）と最初の結婚をした。ゴンドラン侯爵はモンテスパン侯爵とルイ14世の愛妾モンテスパン侯爵夫人との間の一人息子アンタン公爵の子である。ゴンドラン侯爵夫妻は2人の息子をもうけたが、侯爵は1712年に早世した。
- ルイ・ド・パルダヤン・ド・ゴンドラン（1707年 - 1743年） - アンタン公爵
- アントワーヌ・フランソワ・ド・パルダヤン・ド・ゴンドラン（1709年 - 1741年） - ゴンドラン侯爵

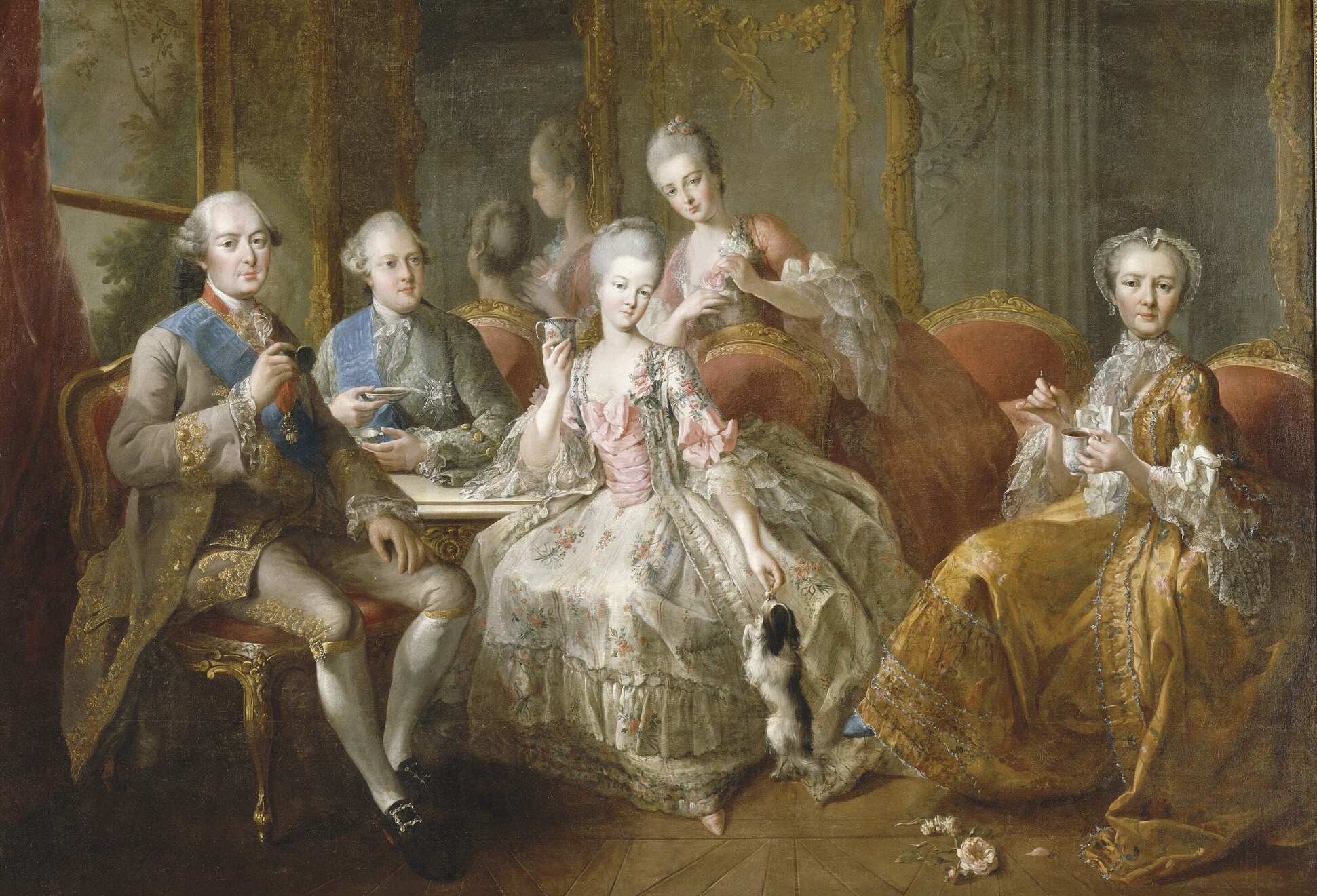
左から、トゥールーズ伯爵夫人の息子パンティエーヴル公ルイ・ジャン・マリー・ド・ブルボン、同孫ランバル公ルイ・アレクサンドル・ド・ブルボン、その妻ランバル公妃マリー・ルイーズ、同孫マドモワゼル・ド・パンティエーヴル、トゥールーズ伯爵夫人（1768年の画）

1723年2月2日にヴェルサイユ宮殿において、トゥールーズ伯ルイ・アレクサンドルと再婚した。トゥールーズ伯はルイ14世とその愛妾モンテスパン侯爵夫人との間に生まれた庶子で、亡夫の叔父にあたり、また親王（プランス・デュ・サン）の称号を与えられていた。伯爵夫妻の夫婦仲は良好だったといわれ、間には息子が1人生まれた。
- ルイ・ジャン・マリー・ド・ブルボン（1725年 - 1793年） - パンティエーヴル公爵

ルイ15世王とは親しい友人関係にあった。1737年の夫トゥールーズ伯の死後は宮廷生活から退き、ランブイエ城とオテル・ド・トゥールーズを行き来しながら余生を送った。